# Droga wojewódzka 452
Die Droga wojewódzka 452 (DW 452) ist eine einen Kilometer lange Droga wojewódzka (Woiwodschaftsstraße) in der polnischen Woiwodschaft Niederschlesien, die den Bahnhof Wrocław Psie Pole in Wrocław mit der Droga krajowa 98 verbindet. Die Strecke liegt in der kreisfreien Stadt Wrocław.

## Streckenverlauf
Woiwodschaft Niederschlesien, Kreisfreie Stadt Wrocław
-  Wrocław (Breslau): Stadtteil Psie Pole-Zawidawie (A 4, A 8, S 5, S 8, DK 5, DK 35, DK 94, DK 98, DW 320, DW 322, DW 327, DW 336, DW 337, DW 342, DW 347, DW 349, DW 356, DW 359, DW 362, DW 395, DW 453, DW 455)